# Hiroki Akimoto
Hiroki Akimoto (Toyota, Aichi, Japón; 31 de agosto de 1992) es un kickboxer japonés que actualmente compite en la categoría de peso gallo de ONE Championship, donde fue el Campeón Mundial de Peso Gallo de Kickboxing de ONE.
Desde diciembre de 2022, está posicionado como el segundo mejor kickboxer de peso pluma del mundo según Combat Press. Ha estado en el top 10 desde diciembre de 2021.

## Biografía
Akimoto comenzó se introdujo en las artes marciales a la edad de 8 años. Entrenando full contact y convirtiéndose en un gran talento con el tiempo. Ambos padre fueron instructores en Shichishu-Kai, pero él nunca obligado a participar. No fue hasta que se involucró en una pelea en la escuela que decidió entrenar seriamente artes marciales.
Cuando sus nivel subió, comenzó a competir. No se mantuvo solo en el karate, compitiendo también en peleas de Muay Thai y Kickboxing. Para sacar provecho de su talento, Akimoto se trasladó desde Japón a Singapur para entrenar en Evolve MMA y perseguir un campeonato mundial en ONE Championship.

## Carrera de Kickboxing
Akimoto tuvo un espectacular comienzo en su carrera profesional. Acumuló 19 victorias seguidas en kickboxing que le permitirían firmar con ONE Championship.

### ONE Championship
Akimoto hizo su debut en la promoción el 25 de enero de 2019 en ONE: Hero's Ascent. Siendo su primera pelea de kickboxing en cerca de seis años. Akimoto ganó la pelea por decisión unánime.
Akimoto regresó el 31 de marzo de 2019 en ONE: A New Era contra Joseph Lasiri. Akimoto perdió la pelea por decisión mayoritaria, sufriendo la primera derrota de su carrera profesional.
Akimoto enfrentó a Kenny Tse en ONE: Masters Of Destiny el 12 de julio de 2019. Ganó al pelea por decisión unánime, regresando exitosamente de su derrota ante Lasiri.

#### Cambio a Peso Gallo
Akimoto enfrentó a Zhang Chenglong en ONE: Reign of Dynasties 2 el 17 de octubre de 2020. Ganó la pelea por decisión dividida. Por la cerrada decisión, el par fue programado inmediatamente para una revancha en ONE: Fists Of Fury el 26 de febrero de 2021. Akimoto fue más convincente en la revancha, derroatando a Zhang por decisión unánime.
Akimoto enfrentó al ex-campeón de kickboxing de Wu Lin Feng Qiu Jianliang en ONE: Winter Warriors el 3 de diciembre de 2021. Ganó la pelea por decisión unánime.

#### Campeonato Mundial de Kickboxing de Peso Gallo de ONE
Akimoto desafió al campeón de kickboxing de peso gallo de ONE Capitan Petchyindee Academy en ONE Championship: X el 26 de marzo de 2022. Ganó la pelea por decisión unánime, luego de controlar los últimos cuatro asalto de la pelea. Capitan fue advertido en dos ocasiones por el clinch ilegal y se le descontó un punto en el cuarto asalto. Akimoto recibió el bono de $50.000 de Actuación de la Noche, y fue nombrado el "Peleador del Mes" de marzo de 2022 por eFight.
Akimoto realizó la primera defensa de su Campeonato de Kickboxing de Peso Gallo de ONE contra el contendiente #4 Petchtanong Petchfergus en ONE 163, el 19 de noviembre de 2022. Akimoto perdió la pelea y el título por decisión dividida.

## Campeonatos y logros

### Kickboxing
Profesional
- ONE Championship
  - Campeonato Mundial de Peso Gallo de Kickboxing de ONE (Una vez)
  - Actuación de la Noche (Una vez) (vs. Capitan Petchyindee Academy)[25]
- MA Japan Kickboxing Federation
  - Campeón de Peso Pluma de 2012 de MAJKF[29]
- WBC Muay Thai
  - Campeón de Peso Pluma de 2012 de WBC Muay Thai Japan[30]

Premios
- eFight.jp
  - Peleador del Mes (Dos veces; octubre de 2012, marzo de 2022)[31][32]

Amateur
- Martial Arts Japan Kickboxing Federation
  - Ganador del Torneo de Peso Gallo de 2008 de MAJKF All Japan y MVP del evento[33]
- K-1
  - Finalista del Torneo de 2010 de K-1 Koshien

## Récord en Kickboxing
| Récord en Kickboxing                                     | Récord en Kickboxing | Récord en Kickboxing        | Récord en Kickboxing                                              | Récord en Kickboxing          | Récord en Kickboxing               | Récord en Kickboxing | Récord en Kickboxing |
| -------------------------------------------------------- | -------------------- | --------------------------- | ----------------------------------------------------------------- | ----------------------------- | ---------------------------------- | -------------------- | -------------------- |
| 26 Victorias (10 (T)KOs), 2 Derrotas                     |                      |                             |                                                                   |                               |                                    |                      |                      |
| Fecha                                                    | Resultado            | Oponente                    | Evento                                                            | Localización                  | Método                             | Ronda                | Tiempo               |
| 19-11-2022                                               | Derrota              | Petchtanong Petchfergus     | ONE 163                                                           | Kallng, Singapur              | Decisión (Dividida)                | 5                    | 3:00                 |
| Perdió el Campeonato de Kickboxing de Peso Gallo de ONE. |                      |                             |                                                                   |                               |                                    |                      |                      |
| 26-03-2022                                               | Victoria             | Capitan Petchyindee Academy | ONE Championship: X                                               | Kallng, Singapur              | Decisión (Unánime)                 | 5                    | 3:00                 |
| Ganó el Campeonato de Kickboxing de Peso Gallo de ONE.   |                      |                             |                                                                   |                               |                                    |                      |                      |
| 03-12-2021                                               | Victoria             | Qiu Jianliang               | ONE: Winter Warriors                                              | Kallng, Singapur              | Decisión (Unánime)                 | 3                    | 3:00                 |
| 26-02-2021                                               | Victoria             | Zhang Changlong             | ONE Championship: Fist of Fury                                    | Kallng, Singapur              | Decisión (Unánime)                 | 3                    | 3:00                 |
| 17-10-2020                                               | Victoria             | Zhang Changlong             | ONE Championship: Reign of Dynasties 2                            | Kallng, Singapur              | Decisión (Dividida)                | 3                    | 3:00                 |
| 12-07-2019                                               | Victoria             | Kenny Tse                   | ONE Championship: Master of Destiny                               | Kuala Lumpur, Malasia         | Decisión (Unánime)                 | 3                    | 3:00                 |
| 31-03-2019                                               | Derrota              | Joseph Lasiri               | ONE Championship: A New Era                                       | Kallng, Singapur              | Decisión (Mayoritaria)             | 3                    | 3:00                 |
| 25-01-2019                                               | Victoria             | Josh Tonna                  | ONE Championship:                                                 | Pásay, Filipinas              | Decisión (Unánime)                 | 3                    | 3:00                 |
| 2013-04-14                                               | Victoria             | Surachai Sisuriyanyothin    | MAJKF DRAGON ROAD ONE AND ONLY TAKE 1                             | Prefectura de Kanagawa, Japón | Decisión (Unánime)                 | 5                    | 3:00                 |
| 2012-12-02                                               | Victoria             | Shunta                      | BigBang 11                                                        | Tokio, Japón                  | Decisión (Unánime)                 | 5                    | 3:00                 |
| 2012-10-07                                               | Victoria             | Yosuke Morii                | MAJKF BREAK-30 ～UNIFICATION～                                    | Tokio, Japón                  | Decisión (Unánime)                 | 5                    | 3:00                 |
| Ganó el título de Peso Pluma de WBC Muay Thai Japan.     |                      |                             |                                                                   |                               |                                    |                      |                      |
| 2012-07-15                                               | Victoria             | Daiki Fujisawa              | MAJKF KICK GUTS 2012                                              | Tokio, Japón                  | TKO (Paro Médico/Codazo Izquierdo) | 1                    | 1:28                 |
| Ganó el título de Peso Pluma de MA Japan Kick.           |                      |                             |                                                                   |                               |                                    |                      |                      |
| 2012-05-06                                               | Victoria             | Kenryu                      | MAJKF BREAK-25 ～CANNONBALL～                                     | Tokio, Japón                  | KO (Front Kick Derecha)            | 1                    | 2:52                 |
| 2012-02-25                                               | Victoria             | Fumiya Sasaki               | BigBang 8                                                         | Tokio, Japón                  | KO (Patada Alta Izquierda)         | 1                    | 2:40                 |
| 2011-08-21                                               | Victoria             | Atsushi Masukura            | BigBang 6                                                         | Tokio, Japón                  | KO (Patada Alta)                   | 3                    | 0:18                 |
| 2011-07-24                                               | Victoria             | Pinsiam Sor.Amnuaysirichoke | MAJKF J-1 time ～signal of start～                                | Prefectura de Aichi, Japón    | KO (Gancho Izquierdo al Cuerpo)    | 2                    | 0:54                 |
| 2011-05-15                                               | Victoria             | Shota                       | BigBang 5                                                         | Tokio, Japón                  | KO (Rodillazo Izquierdo)           | 1                    | 1:46                 |
| 2011-02-05                                               | Victoria             | TURBO                       | BigBang 4                                                         | Tokio, Japón                  | KO (Rodillazo Volador)             | 2                    | 1:05                 |
| 2010-09-23                                               | Victoria             | Seidou Yamaguchi            | BigBang 3                                                         | Tokio, Japón                  | Decisión (Unánime)                 | 3                    | 3:00                 |
| 2010-05-04                                               | Victoria             | Kyoji Bancho                | MAJKF Explosion-1                                                 | Japón                         | Decisión (Unánime)                 | 3                    | 3:00                 |
| 2010-04-04                                               | Victoria             | Toshiya Sudou               | MAJKF Boukohyouga Sono Ichi                                       | Chiba, Japón                  | TKO (Paro de la Esquina)           | 2                    | 1:17                 |
| 2010-03-14                                               | Victoria             | Tadashi Matsumoto           | NAGOYA KICK ～CENTRAL RHYTHM～                                    | Chiba, Japón                  | Decisión (Unánime)                 | 3                    | 3:00                 |
| 2010-01-31                                               | Victoria             | Shoya Suzuki                | NAGOYA KICK ～KICK Hopping！～                                    | Nagoya, Japón                 | Decisión (Unánime)                 | 3                    | 3:00                 |
| 2009-03-08                                               | Victoria             | Masayuki Ishibashi          | NAGOYA KICK 〜Boogie Fight 07 Black Sunday〜                      | Nagoya, Japón                 | Decisión (Mayoritaria)             | 3                    | 3:00                 |
| 2008-12-23                                               | Victoria             | Norifumi Yamamura           | NAGOYA KICK ～2008 FINAL Nagoya vs Muay Thai Drum Roll Please!!～ | Nagoya, Japón                 | Decisión (Unánime)                 | 3                    | 3:00                 |
| 2008-10-19                                               | Victoria             | Shin Takashiro              | MAJKF BREAK THROUGH-7 ～CHAMPION CARNIVAL～                       | Tokio, Japón                  | KO (Rodillazo)                     | 3                    | 0:43                 |
| 2008-08-29                                               | Victoria             | Mutsuki Ebata               | K-1 Koshien -KING OF UNDER 18-                                    | Tokio, Japón                  | Decisión (Unánime)                 | 3                    | 3:00                 |
| 2008-08                                                  | Victoria             | Yokdam                      |                                                                   | Thailand                      | KO                                 | 1                    |                      |